# Ísafjörður
Ísafjörður egy izlandi város hozzávetőleg 4100 lakossal. Ez a Vestfirðir (Nyugati-fjordok) régió központja.